# La Parrilla
La Parrilla é um município da Espanha na província de Valladolid, comunidade autónoma de Castela e Leão, de área 45,05 km² com população de 598 habitantes (2007) e densidade populacional de 13,81 hab/km².
Nasceu aqui São Francisco de São Miguel, um dos 26 mártires do Japão, martirizados em Nagasaki em 1597.

## Demografia
| Variação demográfica do município entre 1991 e 2004 | Variação demográfica do município entre 1991 e 2004 | Variação demográfica do município entre 1991 e 2004 | Variação demográfica do município entre 1991 e 2004 |
| --------------------------------------------------- | --------------------------------------------------- | --------------------------------------------------- | --------------------------------------------------- |
| 1991                                                | 1996                                                | 2001                                                | 2004                                                |
| 645                                                 | 666                                                 | 606                                                 | 622                                                 |